# Онсон
Онсон (фр. Ansan) насеље је и општина у јужној Француској у региону Миди Пирене, у департману Жерс која припада префектури Ош.
По подацима из 2011. године у општини је живело 99 становника, а густина насељености је износила 12,76 становника/km². Општина се простире на површини од 7,76 km². Налази се на средњој надморској висини од 207 метара (максималној 212 m, а минималној 138 m).

## Демографија
| 1962. | 1968. | 1975. | 1982. | 1990. | 1999. | 2011. |
| ----- | ----- | ----- | ----- | ----- | ----- | ----- |
| 102   | 118   | 101   | 80    | 68    | 63    | 99    |

График промене броја становника у току последњих година